# Elsa Rendschmidt
Elsa Rendschmidt (n. 11 ianuarie 1886, Berlin, Imperiul German – d. 9 octombrie 1969, Celle, Republica Federală Germania, Germania) a fost o patinatoare artistică ce a reprezentat Reichul German, medaliată olimpică. A participat la o ediție a Jocurilor Olimpice (1908) în care a câștigat o medalie de argint.